# وادیم بوریسف
 وادیم بوریسف (انگلیسی: Vadim Borisov؛ زاده ۳۰ آوریل ۱۹۵۵) یک تنیس‌باز اهل اتحاد جماهیر شوروی سوسیالیستی است.